# دومبییا
دومبییا (به صربی: Dumbija) یک منطقهٔ مسکونی در صربستان است که در ترگوویشته واقع شده‌است. دومبییا ۳۶ نفر جمعیت دارد.